# アンツィオの海岸
『アンツィオの海岸』（アンツィオのかいがん、イタリア語: marina di anzio）は、フランス王国の画家クロード・ジョセフ・ヴェルネがローマ留学時代に描いた絵画。アカデミア・ディ・サン・ルカへの入会作品である。

## 解説
画面の右半分には嵐を思わせる波立つアンツィオの海が広がっており、そこには一艘の帆船が左に大きく帆を傾けて浮かんでいる。左側には、険しい岩山と、海からの風雨で痛めつけられたかのような寒々しい木々を背景に、帆船を見やる後姿の数人の人々が描かれている。
低い視点や、広大な空、圧倒するような自然の量感に対して極めて小さく描かれた人々など、ローマ滞在初期のサルヴァトル・ローザを彷彿とさせる作品となっている。アカデミア・ディ・サン・ルカへの入会作品は、それまでの活動の集大成としてだけではなく、将来の活動をも視野に入れて選択される。ヴェルネはそれをローザの様式に習って描くことにより、数多くの画家の中からローザの方向性を目指すことを表明したのである。